# 大里德爾卡爾峰

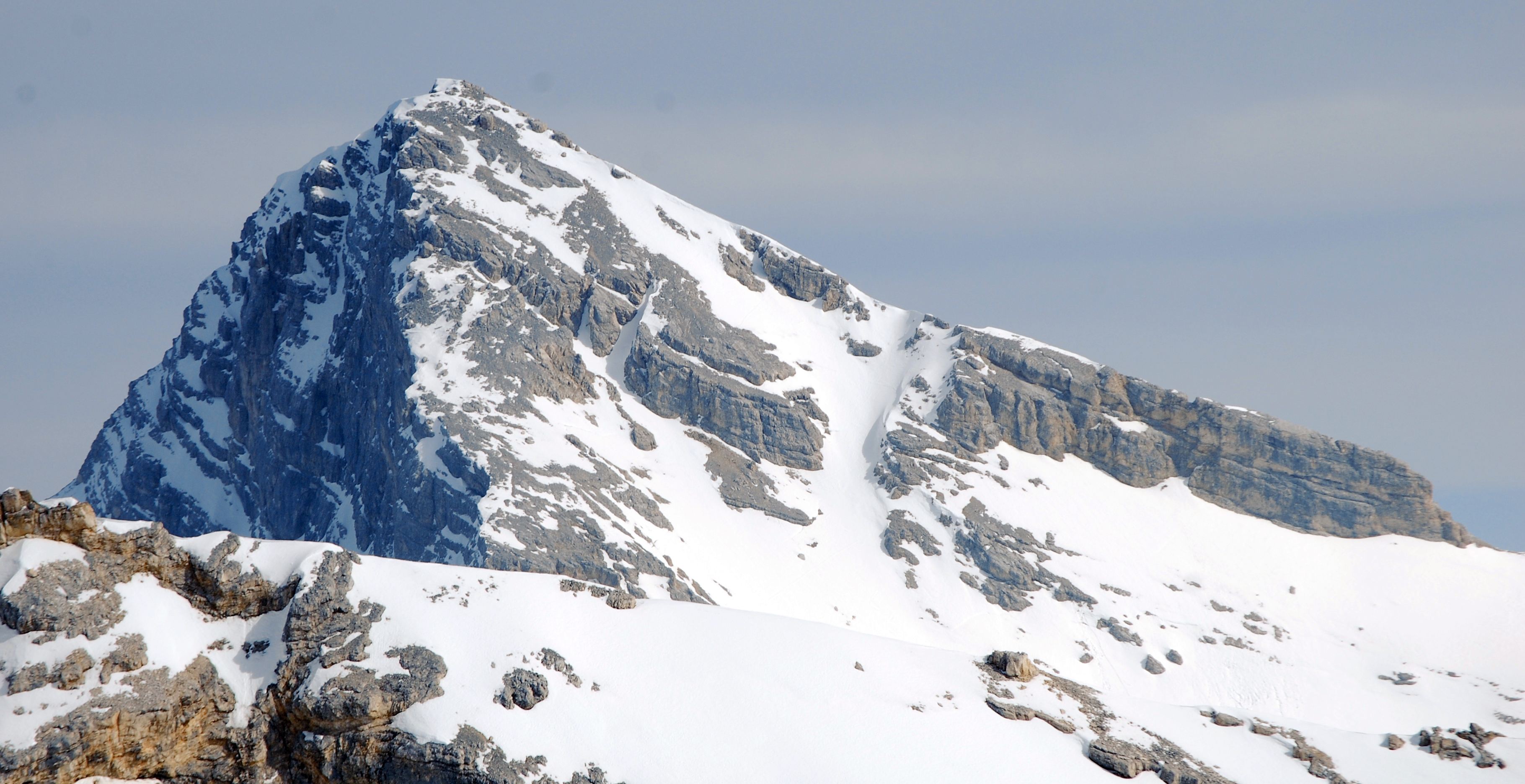

47°24′43″N 11°22′2″E / 47.41194°N 11.36722°E
大里德爾卡爾峰（德語：Große Riedlkarspitze），是奧地利的山峰，位於該國西部，由蒂羅爾州負責管轄，屬於卡爾文德爾山脈的一部分，距離布賴特格里斯卡爾峰1公里，海拔高度2,585米，每年平均降雨量1,666毫米。